# Chloropteryx glauciptera
Chloropteryx glauciptera är en fjärilsart som beskrevs av George Francis Hampson 1895. Chloropteryx glauciptera ingår i släktet Chloropteryx och familjen mätare. Inga underarter finns listade i Catalogue of Life.